# Simón Hernández
Simón Hernández Orgaz (1743 -1818) fue alcalde ordinario por el Estado General de la villa de Móstoles, quien el día 2 de mayo de 1808, junto a Andrés Torrejón -el alcalde ordinario por el Estado Noble-, firmó el conocido por Bando de Independencia, redactado por Juan Pérez Villaamil, que alertaba sobre la masacre cometida en Madrid por las tropas napoleónicas y que llamaba al auxilio de la capital por parte de otras autoridades, incitando a la nación a armarse contra los invasores franceses.
El texto del bando citado es el siguiente:

Señores justicias de los pueblos a quienes se presentare este oficio, de mi el alcalde ordinario de la villa de Mostoles.
Es notorio que los franceses apostados en las cercanías de Madrid, y dentro de la Corte, han tomado la ofensa sobre este pueblo capital y las tropas españolas; por manera que en Madrid está corriendo a estas horas mucha sangre. Somos españoles y es necesario que muramos por el rey y por la patria, armándonos contra unos perfidos que, so color de amistad y alianza, nos quieren imponer un pesado yugo, después de haberse apoderado de la augusta persona del rey. Procedan vuestras mercedes, pues, a tomar las más activas providencias para escarmentar tal perfidia, acudiendo al socorro de Madrid y demás pueblos, y alistándonos, pues no hay fuerza que prevalezca contra quien es leal y valiente, como los españoles lo son.
Dios guarde a vuestras mercedes muchos años.
Mostoles, dos de Mayo de mil ochocientos ocho.
Andres Torrejon
Simon Hernández

Fue hecho prisionero, junto con su colega de oficio Andrés Torrejón, para comparecer ante el general Joaquín Murat por haber firmado aquel bando de contenido sedicioso. Aunque fueron condenados a pena capital, se libraron pagando una fianza de más de 30.000 reales y desentendiéndose de la responsabilidad de dicho parte, afirmando que se la hizo firmar un hombre no conocido, que se apareció con tropa en Mostoles la tarde del 2 de mayo.
Tradicionalmente se ha planteado que su colega Andrés Torrejón fue el "Alcalde de Móstoles" que declaró la guerra a los franceses el 2 de mayo de 1808.